# For the First Time (1959)
For the First Time is een Amerikaans-Italiaans-Duitse muziekfilm uit 1959 onder regie van Rudolph Maté.

## Verhaal
De operazanger Tonio Costa leidt een losbandig leven. Om hem tegen zichzelf te beschermen laat zijn impresario Ladislas Tabory hem onderduiken op Capri. Hij wordt er verliefd op de dove Duitse Christa.

## Rolverdeling
| Acteur              | Personage          |
| ------------------- | ------------------ |
| Mario Lanza         | Tonio Costa        |
| Johanna von Koczian | Christa            |
| Kurt Kasznar        | Ladislas Tabory    |
| Hans Söhnker        | Professor Bruckner |
| Annie Rosar         | Mathilde Faktotum  |
| Sandro Giglio       | Alessandro         |
| Walter Rilla        | Dokter Bessart     |
| Renzo Cesana        | Angelo             |
| Peter Capell        | Leopold Hübner     |